# Ad substantiam
Ad substantiam è una locuzione latina, usata nel campo giuridico, che significa letteralmente «ai fini della sostanza» e identifica quella forma obbligatoriamente richiesta per dare piena sostanza a un atto giuridico.

## Le previsioni in diritto italiano
Quindi, in questi casi, l'ordinamento giuridico subordina la validità del negozio all'uso di una forma determinata, ad esempio il contratto tipico, in primis per richiamare l'attenzione del dichiarante sull'importanza dell'atto che sta per compiere (teoria della responsabilizzazione del consenso); in secundis per garantire che l'atto contenga determinati elementi e dati necessari per potergli dare piena certezza, anche ai fini dell'opponibilità verso terzi.
Ad esempio: per vendere un bene immobile occorre necessariamente un atto scritto (atto pubblico o scrittura privata): un contratto sottoscritto verbalmente (con la cosiddetta "stretta di mano") non avrebbe quindi efficacia, il contratto sarebbe nullo e non sarebbe opponibile a terzi, né varrebbe a dare valore a un contratto non rettamente sustanziato la prova testimoniale. Tuttavia, nel caso preso ad esempio, il diritto di proprietà può essere riconosciuto all'acquirente con altri mezzi, ad esempio (laddove ne ricorrano gli estremi) con l'usucapione, la quale però non restituisce valore alla stretta di mano (poiché ignora a priori l'esistenza o meno di un contratto), ma riconosce per fatti concludenti (il pacifico e incontestato impossessamento) il solo avvenuto acquisto (in senso giuridico) della proprietà.
Forma ad substantiam (scrittura privata o atto pubblico), costituisce un elemento essenziale del negozio, ove il requisito non sia osservato l'atto è nullo.